# Hendrik van Hohenlohe
Hendrik van Hohenlohe (gestorven: 15 juli 1249) was de zevende Grootmeester van de Duitse Orde.

## Biografie
Tussen 1218 en 1219 diende Hendrik van Hohenlohe als kanunnik voor het prinsbisdom Würzburg. Het jaar daarop trad hij samen met twee van zijn broers in bij de Duitse Orde. Bij hun intrede kwam ook een groot deel van de erfenis van hun vader bij de orde terecht. In 1221 ging hij op pelgrimstocht naar het Heilige Land. Van grootmeester Herman van Salza kreeg hij vier jaar later de opdracht om koningin Yolande van Jeruzalem naar Italië te escorteren. In 1244 werd hij door het kapittel van de orde benoemd tot grootmeester. In de Investituurstrijd tussen keizer Frederik II en paus Innocentius IV koos hij de kant van de keizer. In 1246 trok hij Pruisen binnen voor een nieuwe kruistocht. Hierbij wist hij Christburg te veroveren voor de orde. Drie jaar later overleed hij en werd hij begraven in Mergentheim.